# Gloria Gaynor
Gloria Gaynor, właśc. Gloria Fowles (ur. 7 września 1943 w Newark, New Jersey) – afroamerykańska wokalistka ery disco lat 70. XX w.
Śpiewać zaczynała na początku lat 70. w zespole The Soul Satisfiers. W 1965 roku nagrała swój pierwszy solowy singel „She'll Be Sorry/Let Me Go Baby". W 1975 wydała przełomowy longplay Never Can Say Goodbye, który był pierwszym w historii albumem 'do użytku' klubowego – piosenki przechodziły płynnie jedna w drugą. Po wielkim sukcesie tego albumu jeszcze w tym samym roku Gloria nagrała kolejny album Experience. Jej kariera rozwijała się burzliwie utwierdzając jej pozycję jako królowej disco. Rozpoczyna liczne koncerty w USA, Europie, Azji, Kanadzie, Izraelu i wielu innych częściach świata. Zaczyna prowadzić nocne życie Nowego Jorku. W 1979 Gloria osiągnęła szczyt popularności dzięki singlowi – „I Will Survive", za który otrzymała nagrodę Grammy.
W 1981 roku nagrała piosenkę „I Am What I Am", którą, podobnie, jak „I Will Survive” środowiska homoseksualne okrzyknęły swoim hymnem. W 1984 roku Gloria przechodzi religijną metamorfozę, zwraca się w kierunku Kościoła katolickiego i ku muzyce gospel, zrywa ze swoim dawnym „grzesznym życiem”, jak to określiła w autobiograficznej książce I Will Survive napisanej w latach 90. Kwestionuje również owiany już legendą swój tytuł feministki i królowej gejowskiego disco. Ostatni longplay The Answer piosenkarka nagrała w 2006, jednak na scenie jest aktywna cały czas i wciąż koncertuje.

## Dyskografia
- Never Can Say Goodbye (1975)
- Experience Gloria Gaynor (1975)
- I've Got You (1976)
- Glorious (1977)
- Park Avenue Sound (1978)
- Love Tracks (1978)
- I Will Survive (1979)
- I Have A Right (1979)
- Stories (1980)
- I Kinda Like Me (1981)
- Gloria Gaynor (1983)
- I Am Gloria Gaynor (1984)
- The Power of Gloria Gaynor (1986)
- I wish you love (2002)
- The Answer (2006)